# فهد خميس
فهد خميس مبارك (24 يناير 1962)، لاعب كرة قدم إماراتي معتزل. لعب كمهاجم للمنتخب الإماراتي لكرة القدم ونادي الوصل في دبي. شارك في نهائيات كأس العالم 1990 وكان قائد الفريق في المباراتين ضد كولومبيا ويوغوسلافيا.

## الأهادف

### كأس الخليج 1982
سجل هدف في مرمى منتخب عمان لكرة القدم.

### كأس الخليج 1984
سجل هدف في مرمى منتخب عمان لكرة القدم.

### كأس الخليج 1986
سجل هدف في مرمى منتخب العراق لكرة القدم، وهدف في مرمى منتخب عمان لكرة القدم، وهدف في مرمى منتخب السعودية لكرة القدم ، وهدفين في مرمى منتخب البحرين لكرة القدم ، وهدف في مرمى منتخب قطر لكرة القدم.

### كأس الخليج 1990
سجل هدف في مرمى منتخب عمان لكرة القدم.

## إنجازات
- حصل على بطولة الدوري 6 مرات مع نادي الوصل.[بحاجة لمصدر]
- حصل على كأس رئيس الدولة مرة واحدة موسم 1987.[بحاجة لمصدر]

## روابط خارجية
- فهد خميس على موقع الاتحاد الدولي (مؤرشف)  (الإنجليزية)
- فهد خميس على موقع قاعدة بيانات كرة القدم.إي يو (الإنجليزية)
- فهد خميس على موقع ناشيونال فوتبول تيمز (الإنجليزية)
- فهد خميس على موقع عالم كرة القدم.نت (الإنجليزية)